# Chrysocercops melastigmata
Chrysocercops melastigmata là một loài bướm đêm thuộc họ Gracillariidae. Nó được tìm thấy ở Malaysia (Pahang).
Sải cánh dài 4,7-5,7 mm.
Ấu trùng ăn Hopea nutans. Chúng ăn lá nơi chúng làm tổ.